# Drosera roraimae
Espèce
Classification phylogénétique
Drosera roraimae est un végétal de la famille des droseraceae.

## Description
Cette espèce dispose sur sa courte tige de nombreuses feuilles mortes. Sa hampe florale glanduleuse possède une dizaine de fleurs.

## Répartition
Drosera roraimae est présent au Brésil, au Venezuela et en Guyane